# Batesville (Arkansas)
Batesville é uma cidade localizada no estado estadunidense de Arkansas, no Condado de Independence.

## Demografia
Segundo o censo estadunidense de 2000, a sua população era de 9445 habitantes. 
Em 2006, foi estimada uma população de 9577, um aumento de 132 (1.4%).

## Geografia
De acordo com o United States Census Bureau, a localidade tem uma área de 27,6 km², dos quais 27,0 km² cobertos por terra e 0,6 km² cobertos por água. Batesville localiza-se a aproximadamente 108 m acima do nível do mar.

## Localidades na vizinhança
O diagrama seguinte representa as localidades num raio de 24 km ao redor de Batesville. 